# Internationella opiumkonventionen
|  | Wikisource har originalverk relaterade till en:International Opium Convention. |

Den internationella opiumkonventionen, som undertecknades i Haag den 23 januari 1912, var det första internationella drogkontrollavtalet. Avtalet förhandlades fram sedan Förenta staterna sammankallat till en konferens 1909 i Shanghai i Kina (Qingdynastin) med den Internationella opiumkommissionen med 13 deltagande länder som svar på den ökade kritiken av opiumhandeln. Avtalet undertecknades av Tyskland, Förenta staterna, Kina, Frankrike, Storbritannien, Italien, Japan, Nederländerna, Persien, Portugal, Ryssland och Siam. Konventionen föreskrev att ”Makterna förbinder sig att efter bästa förmåga kontrollera eller låta kontrollera alla personer som framställer, importerar, saluför, distribuerar och exporterar morfin, kokain och dessas respektive salter samt byggnaderna i vilka dessa personer bedriver dylik näring eller handel.”
Konventionen implementerades 1915 av Förenta staterna, Nederländerna, Kina, Honduras och Norge och införlivades 1919 i Versaillesfördraget.
Den 19 februari 1925 undertecknades en reviderad internationell opiumkonvention, vilken trädde ikraft 25 september 1928. Den införde ett statistiskt övervakningssystem som skulle övervakas av  Permanent Central Opium Board, ett av Nationernas förbunds organ.
Konventionen ersattes 1961 av Narkotikakonventionen.